# Гантінгтаун (Меріленд)
Гантінгтаун (англ. Huntingtown) — переписна місцевість (CDP) в США, в окрузі Калверт штату Меріленд. Населення — 3545 осіб (2020).

## Географія
Гантінгтаун розташований за координатами 38°36′44″ пн. ш. 76°37′18″ зх. д. / 38.61222° пн. ш. 76.62167° зх. д. (38.612350, -76.621540).  За даними Бюро перепису населення США в 2010 році переписна місцевість мала площу 20,97 км², з яких 20,90 км² — суходіл та 0,06 км² — водойми.

## Демографія
Згідно з переписом 2010 року, у переписній місцевості мешкало 3311 особа в 1019 домогосподарствах у складі 877 родин. Густота населення становила 158 осіб/км².  Було 1053 помешкання (50/км²).
Расовий склад населення:
| - 78,5 % — білих - 14,9 % — чорних або афроамериканців - 2,4 % — азіатів - 0,6 % — корінних американців |

До двох чи більше рас належало 3,0 %. Частка іспаномовних становила 2,2 % від усіх жителів.
За віковим діапазоном населення розподілялося таким чином: 29,9 % — особи молодші 18 років, 60,0 % — особи у віці 18—64 років, 10,1 % — особи у віці 65 років та старші. Медіана віку мешканця становила 40,8 року. На 100 осіб жіночої статі у переписній місцевості припадало 98,5 чоловіків;  на 100 жінок у віці від 18 років та старших — 97,0 чоловіків також старших 18 років.